# Ringeriks-Kraft/Saison 2010
Dieser Artikel listet Erfolge und Fahrer des Radsportteams Ringeriks-Kraft in der Saison 2010 auf.

## Mannschaft
| Name                 | Geburtstag       | Nationalität | Team 2009 |
| -------------------- | ---------------- | ------------ | --------- |
| Sivert Dybvikstrand  | 30. Mai 1990     | Norwegen     | Neoprofi  |
| Audun Brekke Fløtten | 20. August 1990  | Norwegen     | Neoprofi  |
| Daniel Slåtto Gomnes | 21. Juni 1991    | Norwegen     | Neoprofi  |
| Jonas Gullingsrud    | 26. März 1990    | Norwegen     | Neoprofi  |
| Eirik Kasa Jarlseth  | 17. August 1990  | Norwegen     | Neoprofi  |
| Christer Jensen      | 19. Februar 1990 | Norwegen     | Neoprofi  |
| Stian Saugstad       | 24. März 1991    | Norwegen     | Neoprofi  |
| Martin Uthus         | 8. März 1990     | Norwegen     | Neoprofi  |
| Aslak Værnes         | 17. Januar 1991  | Norwegen     | Neoprofi  |